# Erioptera (Erioptera) leucosticta
Erioptera (Erioptera) leucosticta is een tweevleugelige uit de familie steltmuggen (Limoniidae). De soort komt voor in het Palearctisch gebied.